# Kyra Sedgwick
Kyra Minturn Sedgwick (New York, 1965. augusztus 19. –) Golden Globe- és Primetime Emmy-díjas amerikai színésznő, rendező és producer.

## Élete és pályafutása
Legismertebb televíziós alakítása A főnök című bűnügyi sorozatban volt, 2005 és 2012 között. Brenda Leigh Johnson szerepében 2007-ben Golden Globe-, 2010-ben pedig Primetime Emmy-díjat nyert. A 2010-es évek közepétől a Brooklyn 99 – Nemszázas körzetben visszatérő szerepben volt látható.
A Szóbeszéd (1995) című vígjáték-drámában női mellékszereplőként Golden Globe-díjra jelölték. Egyéb filmjei közé tartozik a Született július 4-én (1989), a Facérok (1992), a Lelkük rajta (1996), A csodabogár (1996), a Négy vacsora (2000), a Leharcolt oroszlánok (2003), a Gyerekjáték (2007) és a Démoni doboz (2012).
Filmrendezőként 2022-ben debütált Space Oddity című nagyjátékfilmjével.

## Magánélete
1988 szeptembere óta Kevin Bacon felesége, két gyermekük született: Travis Sedgwick Bacon és a szintén színésznő Sosie Bacon.

## Filmográfia

### Film
| Év   | Magyar cím                                           | Eredeti cím                                              | Szerep                                | Magyar hang        |
| ---- | ---------------------------------------------------- | -------------------------------------------------------- | ------------------------------------- | ------------------ |
| 1985 |                                                      | War and Love                                             | Halina                                |                    |
| 1986 | Tai Pan                                              | Tai-Pan                                                  | Tess Brock                            | Orosz Helga        |
| 1988 |                                                      | Kansas                                                   | prostituált                           |                    |
| 1989 | Született július 4-én                                | Born on the Fourth of July                               | Donna                                 | Götz Anna          |
| 1989 | Született július 4-én                                | Born on the Fourth of July                               | Donna                                 | Major Melinda      |
| 1990 | Mr. és Mrs. Bridge                                   | Mr. and Mrs. Bridge                                      | Ruth Bridge                           | Kiss Erika         |
| 1991 | Perzselő szenvedélyek                                | Pyrates                                                  | Sam                                   | Kökényessy Ági     |
| 1992 | Facérok                                              | Singles                                                  | Linda Powell                          | Détár Enikő        |
| 1992 |                                                      | Oliver Stone: Inside Out                                 | önmaga                                |                    |
| 1993 | Lelkük rajta                                         | Heart and Souls                                          | Julia                                 |                    |
| 1995 | Az őrület fészke                                     | Murder in the First                                      | Blanche                               |                    |
| 1995 | Szóbeszéd                                            | Something to Talk About                                  | Emma Rae King                         | Csere Ágnes        |
| 1995 |                                                      | The Low Life                                             | Bevan                                 |                    |
| 1996 | A csodabogár                                         | Phenomenon                                               | Lace Pennamin                         | Götz Anna          |
| 1997 | Fájó gondviselés                                     | Critical Care                                            | Felicia Potter                        |                    |
| 1998 | Amerikai bérgyilkosnő                                | Montana                                                  | Claire Kelsky                         | Farkasinszky Edit  |
| 2000 | Váratlan apaság                                      | Labor Pains                                              | Sarah Raymond                         |                    |
| 2000 | Négy vacsora                                         | What's Cooking?                                          | Rachel Seelig                         |                    |
| 2000 |                                                      | Conversations with Jon Turteltaub                        | önmaga                                |                    |
| 2002 | Menekülés az életbe                                  | Personal Velocity: Three Portraits                       | Delia Shunt                           |                    |
| 2002 | Egy csók és más minden                               | Just a Kiss                                              | Halley                                | Tóth Auguszta      |
| 2003 | Leharcolt oroszlánok                                 | Secondhand Lions                                         | Mae Coleman                           | Pálfi Kata         |
| 2003 | Batman: Batwoman rejtélye                            | Batman: Mystery of the Batwoman                          | Batwoman (hangja)                     |                    |
| 2003 | A vörös ajtó titka                                   | Behind the Red Door                                      | Natalie Haddad                        | Götz Anna          |
| 2004 |                                                      | The Woodsman                                             | Vicki                                 |                    |
| 2004 | Ösztönember                                          | Cavedweller                                              | Delia Byrd                            |                    |
| 2005 | Kincsem                                              | Loverboy                                                 | Emily Stoll                           | Nagy-Kálózy Eszter |
| 2007 | Gyerekjáték                                          | The Game Plan                                            | Stella Peck                           | Spilák Klára       |
| 2008 | Az Igazság Ligája – Az új küldetés                   | Justice League: The New Frontier                         | Lois Lane (hangja)                    | Szabó Gertrúd      |
| 2009 | Gamer – Játék a végsőkig                             | Gamer                                                    | Gina Parker Smith                     | Götz Anna          |
| 2012 | Borotvaélen                                          | Man on a Ledge                                           | Suzie Morales                         | Götz Anna          |
| 2012 | Démoni doboz                                         | The Possession                                           | Stephanie Brenek                      | Götz Anna          |
| 2013 | Öld meg kedveseid                                    | Kill Your Darlings                                       | Marian Carr (stáblistán nem szerepel) |                    |
| 2013 | Trükkös befektetés                                   | Chlorine                                                 | Georgie                               | Götz Anna          |
| 2014 | Az utolsó felvonás                                   | The Humbling                                             | Louise Trenner                        |                    |
| 2014 | Elfelejtett idő                                      | Time Out of Mind                                         | Karen                                 | Kovács Nóra        |
| 2014 | Érj el!                                              | Reach Me                                                 | Colette                               | Götz Anna          |
| 2014 | A belső út                                           | The Road Within                                          | Dr. Mia Rose                          |                    |
| 2015 |                                                      | Big Sky                                                  | Dee                                   |                    |
| 2015 | Rendőrautó                                           | Cop Car                                                  | dicspécser (hangja)                   |                    |
| 2016 | Egy magányos tinédzser                               | The Edge of Seventeen                                    | Mona                                  | Götz Anna          |
| 2017 |                                                      | Submission                                               | Sherrie Swenson                       |                    |
| 2018 |                                                      | After Darkness                                           | Georgina Beaty                        |                    |
| 2019 | Gazfickók                                            | Villains                                                 | Gloria                                | Götz Anna          |
| 2019 | Lezárások, kezdetek                                  | Endings, Beginnings                                      | Ingrid                                | Farkasinszky Edit  |
| 2022 | Space Oddity                                         | Space Oddity                                             | rendező és filmproducer               |                    |
| 2022 | Aristotle és Dante világmindenség titkainak nyomában | Aristotle and Dante Discover the Secrets of the Universe | filmproducer                          |                    |
| 2024 |                                                      | Bad Shabbos                                              | Ellen                                 |                    |

### Televízió
| Év        | Magyar cím                           | Eredeti cím                                 | Szerep               | Megjegyzések                                                 |
| --------- | ------------------------------------ | ------------------------------------------- | -------------------- | ------------------------------------------------------------ |
| 1982–1983 |                                      | Another World                               | Julia Shearer        | 16 epizód                                                    |
| 1985      |                                      | ABC Afterschool Special                     | Cindy Eller          | 1 epizód                                                     |
| 1985      | Miami Vice                           | Miami Vice                                  | Sarah MacPhail       | 1 epizód                                                     |
| 1986      |                                      | Amazing Stories                             | Dora Johnson         | 1 epizód                                                     |
| 1987      | Láncok nélkül                        | The Man Who Broke 1,000 Chains              | Lillian Salo         | tévéfilm                                                     |
| 1990      | Szenvedélyes viszonyok               | Women & Men 2: In Love There Are No Rules   | Arlene               | - tévéfilm - magyar hangja: - Madarász Éva                   |
| 1992      | Miss Rose White                      | Miss Rose White                             | Rose White           | - tévéfilm - magyar hangja: - Dóka Andrea                    |
| 1993      | Családi fényképek                    | Family Pictures                             | Nina Eberlin         | kétrészes tévéfilm                                           |
| 1996      |                                      | Losing Chase                                | Elizabeth Cole       | tévéfilm                                                     |
| 2000      |                                      | Talk to Me                                  | Janey Munroe         | 3 epizód                                                     |
| 2001      |                                      | American Experience                         | önmaga               | 1 epizód                                                     |
| 2002      | Ally McBeal                          | Ally McBeal                                 | Helena Greene        | 1 epizód                                                     |
| 2002      |                                      | Stanley                                     | parkőr (hangja)      | 1 epizód                                                     |
| 2002      |                                      | The Greatest                                | önmaga               | 1 epizód                                                     |
| 2002      | Házról házra                         | Door to Door                                | Shelly Soomky Brady  | - tévéfilm - magyar hangja: - Götz Anna                      |
| 2003      | Bírósági mesék                       | Queens Supreme                              | ADA Quinn Coleman    | 6 epizód                                                     |
| 2004      | Egy csoda teremtése                  | Something the Lord Made                     | Mary Blalock         | - tévéfilm - magyar hangja: - Mics Ildikó                    |
| 2005–2012 | A főnök                              | The Closer                                  | Brenda Leigh Johnson | főszereplő és producer                                       |
| 2010      | Szezám utca                          | Sesame Street                               | Camouflage Carla     | 1 epizód                                                     |
| 2014–2020 | Brooklyn 99 – Nemszázas körzet       | Brooklyn Nine-Nine                          | Madeline Wuntch      | - visszatérő szereplő (12 epizód) - rendező (1 epizód, 2020) |
| 2017      | Menekülés a múlt elől                | Story of a Girl                             | nem szerepel         | - tévéfilm - rendező és producer                             |
| 2017–2018 |                                      | Ten Days in the Valley                      | Jane Sadler          | - 10 epizód - vezető producer                                |
| 2019      |                                      | Corporate                                   | Mrs. Cowboy          | 1 epizód                                                     |
| 2019      | Isten belájkolt                      | God Friended Me                             | nem szerepel         | rendező (1 epizód)                                           |
| 2019      | Grace és Frankie                     | Grace and Frankie                           | nem szerepel         | rendező (1 epizód)                                           |
| 2019      |                                      | Girls Weekend                               | nem szerepel         | tévéfilm rendezője                                           |
| 2019      |                                      | In the Dark                                 | nem szerepel         | rendező (1 epizód)                                           |
| 2019      | Város a hegyen                       | City on a Hill                              | nem szerepel         | rendező (1 epizód)                                           |
| 2019      | Ray Donovan                          | Ray Donovan                                 | nem szerepel         | rendező (1 epizód)                                           |
| 2021      | Anyám, segíts!                       | Call Your Mother                            | Jean Raines          | - főszereplő - magyar hangja: - Götz Anna                    |
| 2022      | A galaxis őrzői – Ünnepi különkiadás | The Guardians of the Galaxy Holiday Special | önmaga (hangja)      | - különkiadás - magyar hangja: - Götz Anna                   |
| 2023      | A nyár, amikor megszépültem          | The Summer I Turned Pretty                  | Julia                | állandó szereplő (2. évad)                                   |

## Fontosabb díjak és jelölések
- Gracie Allen-díj (2006)

## Fordítás
- Ez a szócikk részben vagy egészben  a   Kyra Sedgwick című angol Wikipédia-szócikk fordításán alapul.  Az eredeti cikk szerkesztőit annak laptörténete sorolja fel. Ez a jelzés csupán a megfogalmazás eredetét és a szerzői jogokat jelzi, nem szolgál a cikkben szereplő információk forrásmegjelöléseként.